# John Droxford
John Droxford (ou Drokensford), né à une date inconnue au XIIIe siècle et mort le 9 mai 1329, est un important ecclésiastique anglais, devenu évêque de Bath et Wells. Destiné à une carrière ecclésiastique, il intègre très tôt l'administration du roi Édouard Ier. Il officie surtout au sein de la garde-robe royale, ce qui lui donne un accès direct au financement des guerres d'Écosse. Satisfait de ses services, le roi lui accorde de multiples bénéfices ecclésiastiques, qui permettent à Droxford d'acquérir une fortune assez importante et de détenir plusieurs possessions importantes.
Provisoirement écarté du gouvernement par le nouveau roi Édouard II en 1307, John Droxford réintègre rapidement l'administration royale et regagne la confiance du souverain. Ce dernier lui apporte son soutien lors de son élection à la tête de l'évêché de Bath et Wells en 1309. Sa nouvelle charge ecclésiastique permet à Droxford d'étendre ses revenus déjà importants et de promouvoir ses proches à des positions privilégiées dans son diocèse. Toutefois, sa réputation d'administrateur impartial s'en retrouve considérablement affaiblie, ce qui le rend impopulaire.
Malgré son élection comme évêque, Droxford reste présent au gouvernement d'Édouard II et se distingue particulièrement lors des sessions du Parlement, où il représente le roi ou reçoit des pétitions en son nom. Les relations cordiales entre le roi et le prélat prennent fin en 1323, lorsqu'Édouard accuse Droxford de soutenir ses adversaires et d'être coupable de malversations. Par conséquent, John Droxford soutient la déchéance d'Édouard II en 1327 et se retire par la suite dans ses terres, où il meurt deux ans plus tard.

## Biographie

### Origines et premières fonctions auprès d'ÉdouardIer
John Droxford est originaire de la ville de Droxford, située dans le Hampshire, dont il tire son nom. On sait qu'il est baptisé dans cette même ville et qu'il y fera construire plus tard un tombeau pour sa mère dans l'église paroissiale, ce qui laisse supposer qu'il a vécu à Droxford pendant son enfance. Ses parents possèdent des terres situées à Hendon et à Finchley, dans le Middlesex. Il compte au moins trois frères, prénommés Philip, Michael et Richard, et est vraisemblablement né en dernier, en raison de son orientation vers une carrière ecclésiastique. Étonnamment, John Droxford n'obtient pas de diplôme en droit canonique. Il entre toutefois rapidement au sein de l'administration du roi Édouard Ier, puisqu'il accompagne ce dernier en Aquitaine en 1286. Il sert à dater de novembre 1290 comme contrôleur de la garde-robe royale, un poste qui le rend responsable des appartements royaux, mais qui est aussi de plus en plus utilisé pour l'administration financière et les missions diplomatiques. En novembre 1295, il est promu gardien de la garde-robe et conserve ce poste jusqu'en 1309. Pendant toute cette période, il remplace fréquemment Walter Langton (en), évêque de Lichfield, et officie comme Lord grand trésorier par intérim entre le 16 août et le 28 septembre 1295. En 1297, il propose l'augmentation du prix de la laine au bénéfice du roi.
Même s'il ne reçoit que le salaire annuel de 16 marcs, John Droxford est récompensé de ses services par Édouard Ier, qui lui fournit plusieurs prébendes, dont un à Southwell, dans le Nottinghamshire. Il est bien sûr nommé recteur de Droxford, mais aussi de Hemingbrough et de Stillingfleet dans le Yorkshire et de Balsham dans le Cambridgeshire. Il est en outre nommé prébendier des cathédrales de Lichfield, de Lincoln et de Wells. À l'instigation du roi, il reçoit une dispense papale en septembre 1298, afin qu'il puisse recevoir simultanément des revenus de quatre paroisses et de huit chapitres. Il est nommé aumônier pontifical à cette fin, bien qu'il ne soit ordonné diacre qu'en 1308. Ses possessions semblent avoir été étendues, puisqu'il détient cinq propriétés dans le Surrey, le Hampshire et le Kent, ainsi que deux autres dans le Wiltshire et le Windsor Great Park. En 1291, Droxford accompagne le roi en Écosse pendant la crise de succession écossaise, puis joue un rôle majeur dans le financement des guerres d'Écosse, pour lesquelles il doit contracter d'importants emprunts. Responsable du ravitaillement et des renforts, il fournit lui-même un contingent de soldats et accompagne l'armée d'Édouard Ier en 1303 et 1304. Probablement en raison des exigences croissantes du roi, il ne peut apporter aucune amélioration significative dans l'organisation de la garde-robe, de sorte que les finances du roi en pâtissent de plus en plus.

### Élection à l'évêché de Bath et Wells et activités pendant son épiscopat
Après la mort d'Édouard Ier, survenue le 7 juillet 1307, John Droxford est congédié par son successeur Édouard II. Il semble qu'il partage le renvoi de Walter Langton, qui est déchu de son poste de trésorier le 22 août et même emprisonné. Toutefois, le nouveau roi n'est pas franchement hostile à Droxford, pour lequel il avait même intercédé auprès du pape Clément V en avril 1306. Ainsi, l'ecclésiastique reçoit du souverain deux autres dispenses papales en mars 1308, qui l'autorisent à accumuler des charges cléricales, qui comprennent notamment de toucher un bénéfice ecclésiastique qui, à lui seul, lui rapporte la prestigieuse somme annuelle de 200 livres. En mai 1308, Droxford est nommé chancelier de l'Échiquier. Mais dès le mois de juillet, il reprend son ancien office à la garde-robe. Le 25 décembre 1308, Édouard II adresse au chapitre de la cathédrale de Wells son congé d'élire en faveur de John Droxford, qui est élu évêque de Bath et Wells le 5 février 1309. Cette ingérence royale irrite Robert Winchelsey, archevêque de Canterbury, qui décide de ne consacrer Droxford qu'en août 1309, après la session du Parlement à Stamford, afin de l'empêcher d'y assister. Mais le roi insiste pour que Droxford assiste au Parlement, lui remet ses temporalités le 15 mai et s'excuse de son obstination auprès du pape. Finalement, le 9 novembre 1309, la consécration du nouvel évêque de Bath et Wells a lieu à Canterbury.
Avant que John Droxford ne devienne évêque, en mars 1308, il détient seize fiefs et l'administration de cinq paroisses. Il se trouve alors extraordinairement riche grâce aux revenus de ces postes. Bien qu'il n'ait pas acquis, comme d'autres prélats, de nombreuses terres, il compte alors six chevaliers et 22 pages dans sa retenue. Le registre des documents de son mandat d'évêque prouve que Droxford a rarement vécu dans son diocèse durant les quatre premières années de son épiscopat, selon lui à cause des troubles politiques agitant l'Angleterre. Plus tard, bien que souvent présent à Londres et ailleurs, et rendant visite chaque année à ses propriétés privées, il passe apparemment la plupart de son temps dans le Somerset. L'évêque semble ne pas avoir été irréprochable dans l'administration de son patronage et avoir également poursuivi un népotisme prononcé : par exemple, son neveu Richard est brièvement nommé precentor de la cathédrale de Wells, tandis qu'il confère un prébende à un membre de la famille de Berkeley, qui est pourtant un simple adolescent, laïc de surcroît. Dans la généreuse provision qu'il réalise pour ses relations familiales sur les revenus de son évêché, il agit visiblement illégalement pour les pourvoir suffisamment. Enfin, de 1319 à 1321, John Droxford entretient une longue dispute avec le doyen Godley et le chapitre de la cathédrale de Wells, à la suite de laquelle il est finalement contraint de céder.

### Carrière politique sous Édouard II
Malgré sa charge d'évêque, John Droxford demeure administrateur au sein de la garde-robe et reste influent au sein du gouvernement. En décembre 1309, le favori royal Pierre Gaveston approuve sa gestion des finances royales. Sur ce, l'évêque est autorisé à rembourser ses dettes considérables envers le trésor royal par des versements annuels relativement faibles de 100 marcs. Cette concession, découverte seulement en 1319 et révoquée lors d'un examen des finances royales, montre à quelles conséquences chaotiques la double administration financière par le trésor et la garde-robe a conduit. En 1310, Droxford figure parmi les cinq évêques excusés pour avoir payé des frais de service militaire au cours des guerres en Écosse. Dans le conflit au sujet des Ordonnances de 1311 qui oppose Édouard II à l'opposition baronniale, l'évêque de Bath et Wells semble être demeuré loyal au roi. Au cours de l'été 1313, il est le témoin de nombreux documents et chartes et fait partie des quatre hommes qui reçoivent la charge d'ouvrir le Parlement le 8 juillet 1313, en l'absence du roi qui visite la cour de Philippe IV le Bel en France. Droxford demeure toujours en faveur auprès du roi et, le 2 janvier 1315, participe aux funérailles de Pierre Gaveston, exécuté froidement par ses adversaires en 1312. Au cours des Parlements tenus à Lincoln en février 1316, à York en octobre 1318 et à Westminster en octobre 1320, il reçoit des pétitions d'Aquitaine.
Pourtant, après avoir triomphé de ses adversaires au cours de la guerre des Despenser en 1322, Édouard II semble avoir soupçonné John Droxford de sympathiser avec les rebelles. Le 2 janvier 1323, le roi demande au pape Jean XXII de révoquer l'évêque de Bath et Wells de son poste et de le transférer dans un autre diocèse situé en dehors de l'Angleterre. Le 10 octobre suivant, il recommande d'ailleurs au souverain pontife de le remplacer par l'abbé William de Langdon. Néanmoins, Jean XXII refuse de suspendre Droxford sans l'entendre et le confirme dans sa charge lorsque le roi lui renouvelle sa requête. En juillet 1323, l'évêque est réprimandé par le gouvernement pour sa gestion de la garde-robe, car la gestion de 45 000 marcs a été, selon Édouard II, bâclée. Cette hostilité entre le souverain et le prélat pousse Droxford à soutenir sa déchéance par le Parlement le 13 janvier 1327. Le même jour, l'évêque de Bath et Wells prête serment à Guildhall de défendre l'avènement du jeune Édouard III. Retiré par la suite dans son diocèse, John Droxford meurt le 9 mai 1329 à Dogmersfield, dans le Hampshire. Il est inhumé dans la chapelle Sainte Catherine de la cathédrale de Wells. En raison des accusations formulées auparavant à son encontre au sujet de ses comptes à la garde-robe, la couronne confisque ses biens après sa mort, mais son frère Philip hérite finalement de ses terres situées dans le Hampshire, le Somerset et le Surrey.